# Landrecies
Landrecies (alt: Landrecy) (ndl.: Landeschie) ist eine französische Stadt mit 3414 Einwohnern (Stand 1. Januar 2022) im Département Nord in der Region Hauts-de-France. Sie gehört zum Arrondissement Avesnes-sur-Helpe und zum Kanton Avesnes-sur-Helpe.

## Geografie
Die Stadt liegt am Fluss Sambre, der aus Richtung Belgien bis hierher mit Schiffen befahren werden kann. Hier beginnt auch der Canal de la Sambre à l’Oise (deutsch: Sambre-Oise-Kanal), der den Schiffen eine Weiterfahrt in das Oise-Tal, und damit in den Großraum Paris, ermöglicht. Im Gemeindegebiet mündet der Fluss Rivièrette in die Sambre.

## Geschichte
Landrecies wird erstmals im 7. Jahrhundert erwähnt. Im 9. Jahrhundert wurde er durch die Gebietsteilungen der Karolinger zum Grenzort. Landrecies war Allodialbesitz, bis im Jahr 1096 die Herren von Avesnes-sur-Helpe aus dem Haus Avesnes von ihm Besitz ergriffen. Sie bauten eine Burg, von der heute nichts mehr erhalten ist, und zwangen den Einwohnern 1191 ihre Gesetze auf. Aus den Herren von Avesnes wurden die Grafen von Hennegau, die von den Herzögen von Burgund beerbt wurden. Mit der Machtübernahme durch die Habsburger (1477) wurde Landrecies Kampfzone; die Gemeinde wurde 1521 vom Herzog von Vendôme geplündert, 1542 von König Franz I., anschließend (1543–1544) von den Franzosen besetzt, bis der Frieden von Crépy Landrecies Kaiser Karl V. zusprach, der aus dem Ort eine Festung machte.
Der Herzog von Épernon, der als einer der mächtigsten Männer Frankreichs sechs Königen gedient hatte, eroberte die Stadt 1637 für Ludwig XIII. zurück, anschließend fiel sie in die Hände der Spanier. Endgültig an Frankreich fiel Landrecies 1655 durch Turenne und La Ferté. Der Pyrenäenfrieden von 1659 bestätigte die Zugehörigkeit. Vauban umgab die Stadt danach mit neuen Befestigungsanlagen.
1712, während des Spanischen Erbfolgekrieges, war in Landrecies ein großer Teil der ausländischen Truppen untergebracht, was für den Herzog von Villars bei seinem Sieg bei Denain, der dem Krieg ein Ende bereitete, ein großer Vorteil war.
Während der Ersten Koalitionskriegs wurde Landrecies 1794 von österreichischen Truppen belagert und – nachdem der französische General Henri Victor Roulland kapituliert hatte – zeitweise besetzt. Die Festung wurde ab 1894 abgerissen; sie war spätestens seit der Erfindung der Brisanzgranate militärisch nutzlos.

### Bevölkerungsentwicklung
| Jahr                       | 1962 | 1968 | 1975 | 1982 | 1990 | 1999 | 2011 | 2020 |
| Einwohner                  | 4396 | 4720 | 4451 | 4146 | 3941 | 3858 | 3556 | 3456 |
| Quellen: Cassini und INSEE |      |      |      |      |      |      |      |      |

## Sehenswürdigkeiten

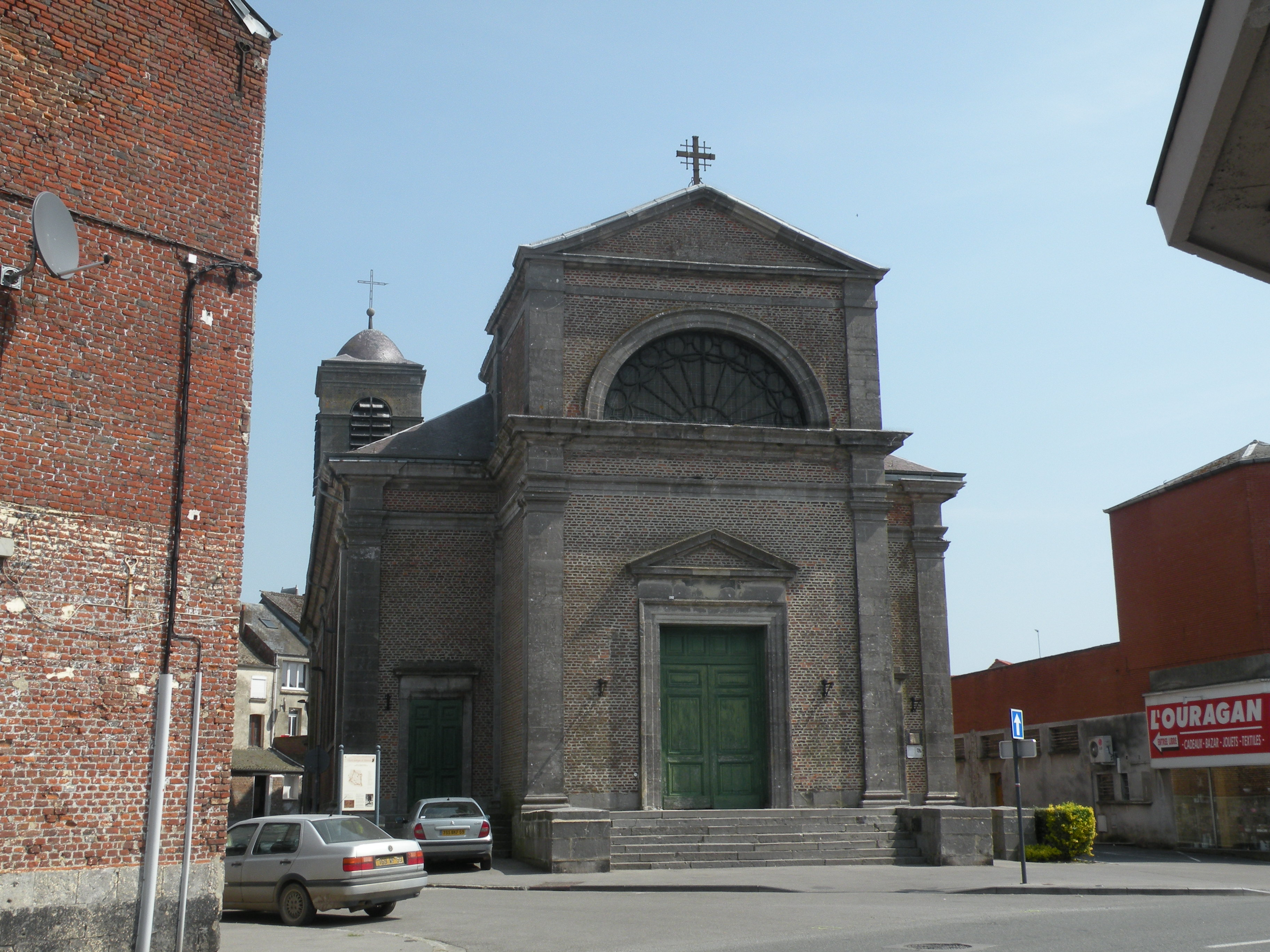
Kirche St. Peter und Paul

- La Poudrière, einziger Rest der alten Burg aus dem Jahr 1140; er steht am Rand der Hauptstraße
- Musée Ernest Amas

## Städtepartnerschaft
- Manage, Belgien

## Persönlichkeiten
- Joseph François Dupleix (1697–1763), Gouverneur von französisch Indien
- Henri Shée (1739–1820), Politiker
- Henri Jacques Guillaume Clarke (1765–1818), Kriegsminister Napoleons
- Barthélémy Louis Joseph Lebrun (1809–1889), General unter Napoleon III.
- Ernest Amas, Maler, geboren in Landrecies 1869.
- Philippe Lamour, Schriftsteller und Mitarbeiter Charles de Gaulles, geboren in Landrecies 1903.